# Kalk-Tuffquellen Völkermarkter Stausee
Kalk-Tuffquellen Völkermarkter Stausee este o arie protejată (sit de importanță comunitară — SCI) din Austria întinsă pe o suprafață de 3,7 ha, integral pe uscat.

## Localizare
Centrul sitului Kalk-Tuffquellen Völkermarkter Stausee este situat la coordonatele 46°37′35″N 14°40′00″E / 46.6264°N 14.6667°E.

## Înființare
Situl Kalk-Tuffquellen Völkermarkter Stausee a fost declarat sit de importanță comunitară în ianuarie 2002 pentru a proteja 3 specii de animale.

## Biodiversitate
Situată în ecoregiunea alpină, aria protejată conține 3 habitate naturale: Izvoare petrifiante cu formare de travertin (Cratoneurion), Mlaștini alcaline, Păduri ilirice de Fagus sylvatica (Aremonio-Fagion).
La baza desemnării sitului se află mai multe specii protejate:
- păsări (1): ciocănitoare neagră (Dryocopus martius)
- amfibieni (1): izvoraș-cu-burta-galbenă (Bombina variegata)
- nevertebrate (1): Euplagia quadripunctaria

Pe lângă speciile protejate, pe teritoriul sitului au mai fost identificate 1 specie de amfibieni.